# کاپیتول ایالت کارولینای شمالی

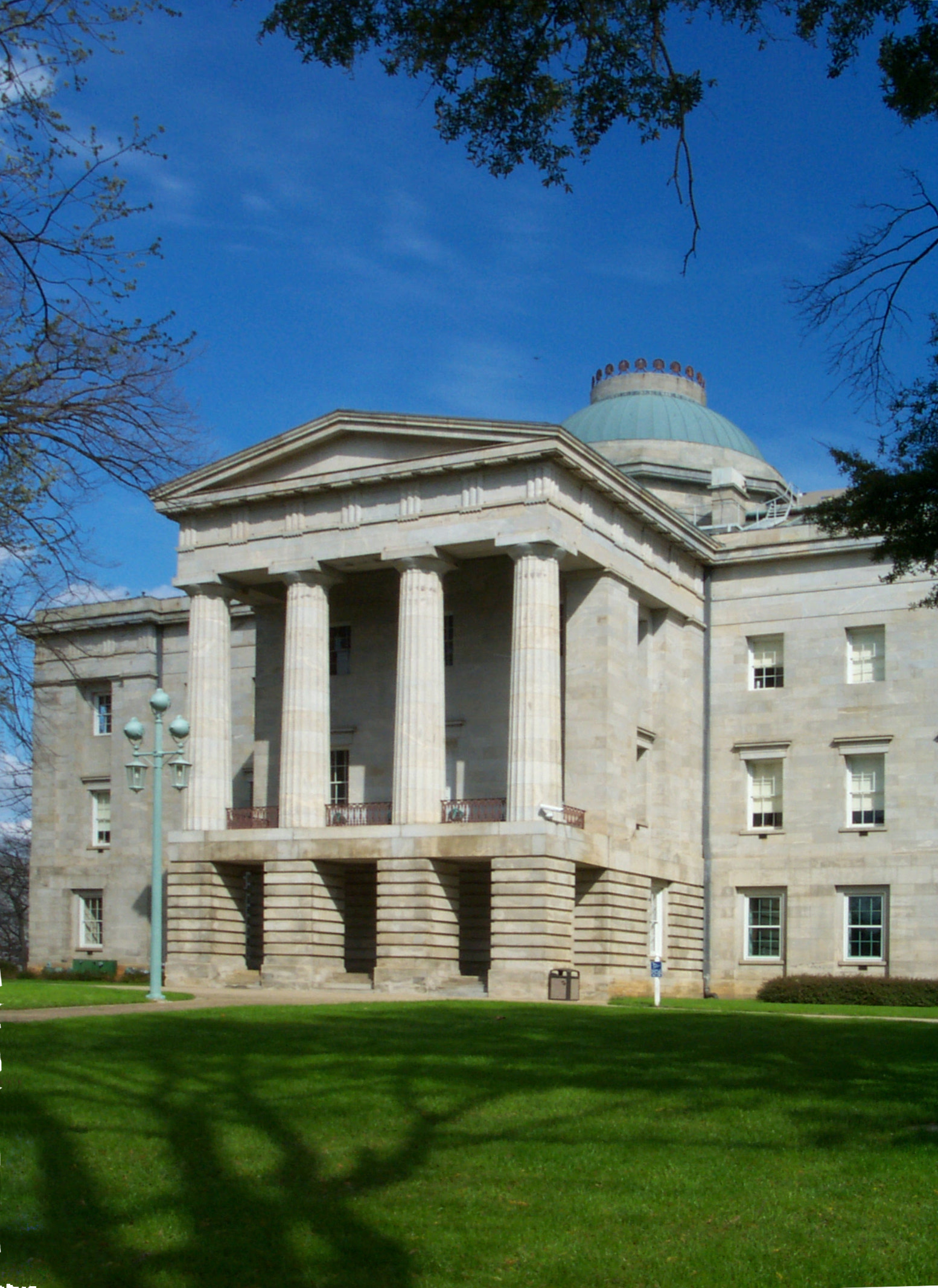

ساختمان پایتخت ایالت کارولینای شمالی (North Carolina State Capitol) بنایی است که شاخه مقننه دولت کارولینای شمالی در آن قرار دارد. معماران بنا عبارتند از
- David Patton
- William Nichols

بنای کنونی در سال ۱۸۳۳ ساخته گردید و در رالی قرار دارد.
این بنا هم خانه مجلس عوام است هم مجلس سنای ایالت.